# 汤神庙镇
汤神庙镇，是中华人民共和国辽宁省葫芦岛市建昌县下辖的一个乡镇级行政单位。

## 行政区划
汤神庙镇下辖以下地区：
汤神庙社区、汤神庙村、南仗子村、古桥子村、朱家店村、树态沟村、流水沟村、酒局杖子村、迭堡土沟村、马营子村、两家子村、大三家子村、孤山子村和松树良子村。